# Jura (tỉnh)
Jura là một tỉnh của Pháp, thuộc vùng hành chính Bourgogne-Franche-Comté, tỉnh lỵ Lons-le-Saunier, bao gồm các quận với các quận lỵ còn lại là: Dole, Saint-Claude.